# Phyllocnema remipes
Phyllocnema remipes là một loài bọ cánh cứng trong họ Cerambycidae.